# Brevipalpus gortiniensis
Brevipalpus gortiniensis är en spindeldjursart som beskrevs av Hazinikolis och Panou 1996. Brevipalpus gortiniensis ingår i släktet Brevipalpus och familjen Tenuipalpidae. Inga underarter finns listade.